# بد دویچ آلتنبورگ
بد دویچ آلتنبورگ (به آلمانی: Bad Deutsch-Altenburg) یک منطقهٔ مسکونی در اتریش است که در ناحیه بروک آن در لیتا واقع شده‌است. بد دویچ آلتنبورگ ۱٬۳۷۵ نفر جمعیت دارد.